# Bominaco
Bominaco è una frazione di circa 48 abitanti (2024) l'unica del comune italiano di Caporciano, in provincia dell'Aquila, dal cui centro abitato dista circa 1 km. La frazione si compone di un piccolo borgo medievale, posto a 974 m s.l.m., famoso per il complesso abbaziale benedettino comprendente la chiesa di Santa Maria Assunta e l'oratorio di San Pellegrino, e del castello turrito sovrastante.

## Storia

### L'abbazia benedettina di Bominaco
Bominaco faceva parte di un antico complesso monastico; prima si chiamava Momenaco, di proprietà dell'ordine religioso dei benedettini nel X secolo. Il feudo si trovava in posizione strategica lungo il Tratturo Magno.

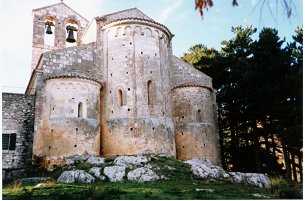
Absidi della chiesa di Santa Maria Assunta

Dato che l'antico Registrum auctorum et scripturarum S. Mariae de Bominaco, menzionato dall'Antinori e dal Muratori è andato perso, le fonti su Bominaco provengono dal Chronicon Farfense di Gregorio di Catino, in cui cita il sito come "Mamenacus", ricordato anche nel 1093 e nel 1321. Secondo Antinori nel 1019 il monastero dipendeva da Farfa, e fu donato a Oderisio di Valva (diocesi di Sulmona), i diplomi imperiali di Palermo del 1019 e del 1027 attestano il diritto di compatronato dei Conti di Valva, risiedenti a Sulmona.
È probabile che in quest'epoca fosse stata eretta la torre di guardia del castello di Bominaco, che ancora oggi esiste. Nel 1093 il monastero di Santa Maria di Bominaco fu donato dal conte Ugo di Gerberto di Valva al Capitolo di San Pelino di Corfinio, ossia ufficialmente alla diocesi valvense, nella persona di Giovanni di Valva. Giuseppe Celidonio, storico della diocesi sulmonese, cita la doppia denominazione del monastero, sia di Santa Maria Assunta che di San Pellegrino, ossia dell'oratorio annesso. I monaci di Bominaco furono restii allo strapotere della diocesi di Valva, nel 1154 è documentata una controversia territoriale. Nel 1280 papa Niccolò III convocò una riunione nella Cattedrale di Chieti per risolvere la questione, mentre era abate Teodino, lo stesso ch forse nel 1263 ca. commissionò il ricco ciclo di affreschi nell'oratorio di San Pellegrino.
Nonostante le varie querelles, solo nel 1342 i monaci di Bominaco si sottomisero al vescovo di Valva, approfittando del fatto che la stessa sede della diocesi valvense era contesa tra Corfinio e Sulmona. Il monastero in quell'epoca era già decaduto, vista la fioritura di due altri ordini di monaci in Abruzzo: i Cistercensi, e i Celestini. Nel 1423 le truppe di Braccio da Montone depredarono l'abbazia e distrussero il castello di Bominaco. Fu da questo momento che iniziò a costruirsi un piccolo abitato fuori le mura che diventerà l'attuale frazione di Bominaco, attraversato da Via Madonnella, una cappella che fu costruita per le rendite autonome del parroco, distaccandosi dal potere dell'abbazia.

### Dall'epoca moderna a oggi
I signori di Bominaco che erano feudatari, insieme a quelli della vicina Caporciano, nel 1428 ottennero il diritto da papa Martino V di eleggere loro stessi gli abati di Santa Maria Assunta; nel 1506 il monastero, indebolitosi sempre di più, divenne commenda di signori e vescovi vari. Il complesso abbaziale rimase integro con le mura, gli orti, le case dei monaci, sino al XVIII secolo, quando il terremoto del 1703 danneggiò in parte l'abbazia che verrà restaurata negli interni in stile tardo barocco con beveroni di stucchil ripuliti poi, su suggerimento dal soprintendente Ignazio Carlo Gavini, nel 1934 dall'architetto De Dominicis.
Nel frattempo Bominaco era divenuto un villaggio a sé, che nel 1808 fu incluso nel comune di Caporciano, nel distretto dell'Aquila. La parrocchia era da tempo sotto la giurisdizione diocesana dell'Aquila. Nel 1927 fu definitivamente incluso nella provincia dell'Aquila. Malgrado il lento spopolamento iniziato dagli anni del boom economico, aumentato anche da alcuni danni del recente terremoto del 2009; Bominaco ha rivisto la rinascita economica proprio nei suoi antichi manufatti del castello fortificato e del complesso abbaziale di Santa Maria, con gli affreschi duecenteschi dell'oratorio.

## Monumenti e luoghi d'interesse

### Architetture religiose
Chiesa di Santa Maria Assunta

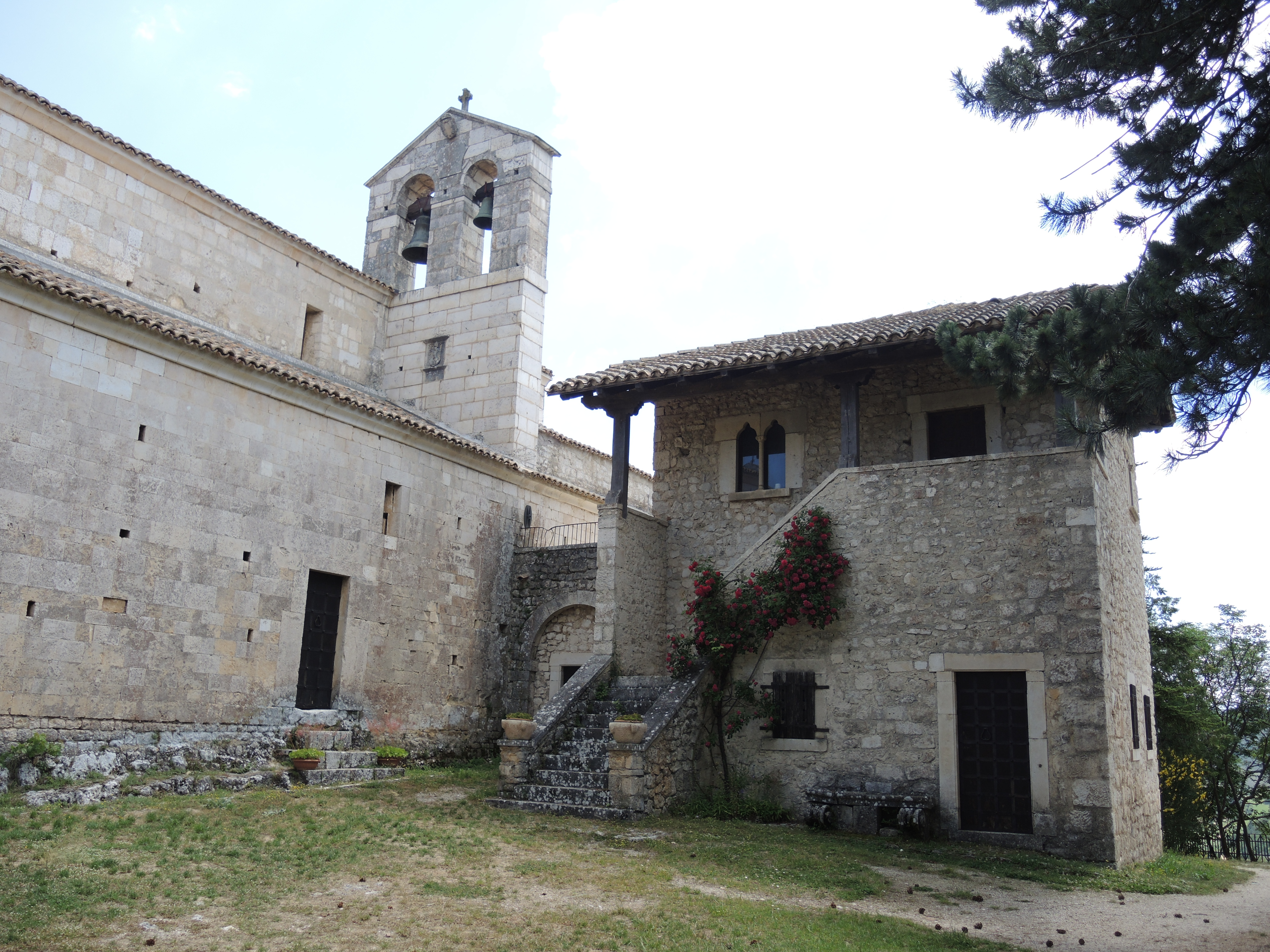
La chiesa di Santa Maria Assunta

La chiesa abbaziale di Santa Maria Assunta è un esempio di architettura romanica abruzzese del XII secolo, con importanti affreschi al proprio interno. Ma ancor più notevole è la decorazione lapidea, individuabile nei capitelli delle robuste colonne e soprattutto nell'arredamento liturgico: oltre ad un ambone del 1180 a base quadrilatera su quattro colonne caratterizzate da capitelli sfarzosi - di certo l'opera migliore - vi sono anche il cero pasquale, la cattedra abbaziale e il ciborio (quest'ultimo frutto di una ricostruzione approntata nei restauri successivi alla II guerra mondiale).
Oratorio di San Pellegrino
L'oratorio di San Pellegrino, costruzione ad una navata, facente parte del complesso benedettino di Santa Maria forse fondato da Carlo Magno di passaggio in Abruzzo, rifatto dall'abate Teodino nel 1263 con importanti pitture; mostra al suo interno affreschi di scuola abruzzese del XIII secolo, fra i più vasti ed integri complessi pittorici dell'epoca, essi rappresentano episodi di storia sacra: Infanzia di Cristo, la Passione, il Giudizio Finale ed episodi della vita di San Pellegrino.

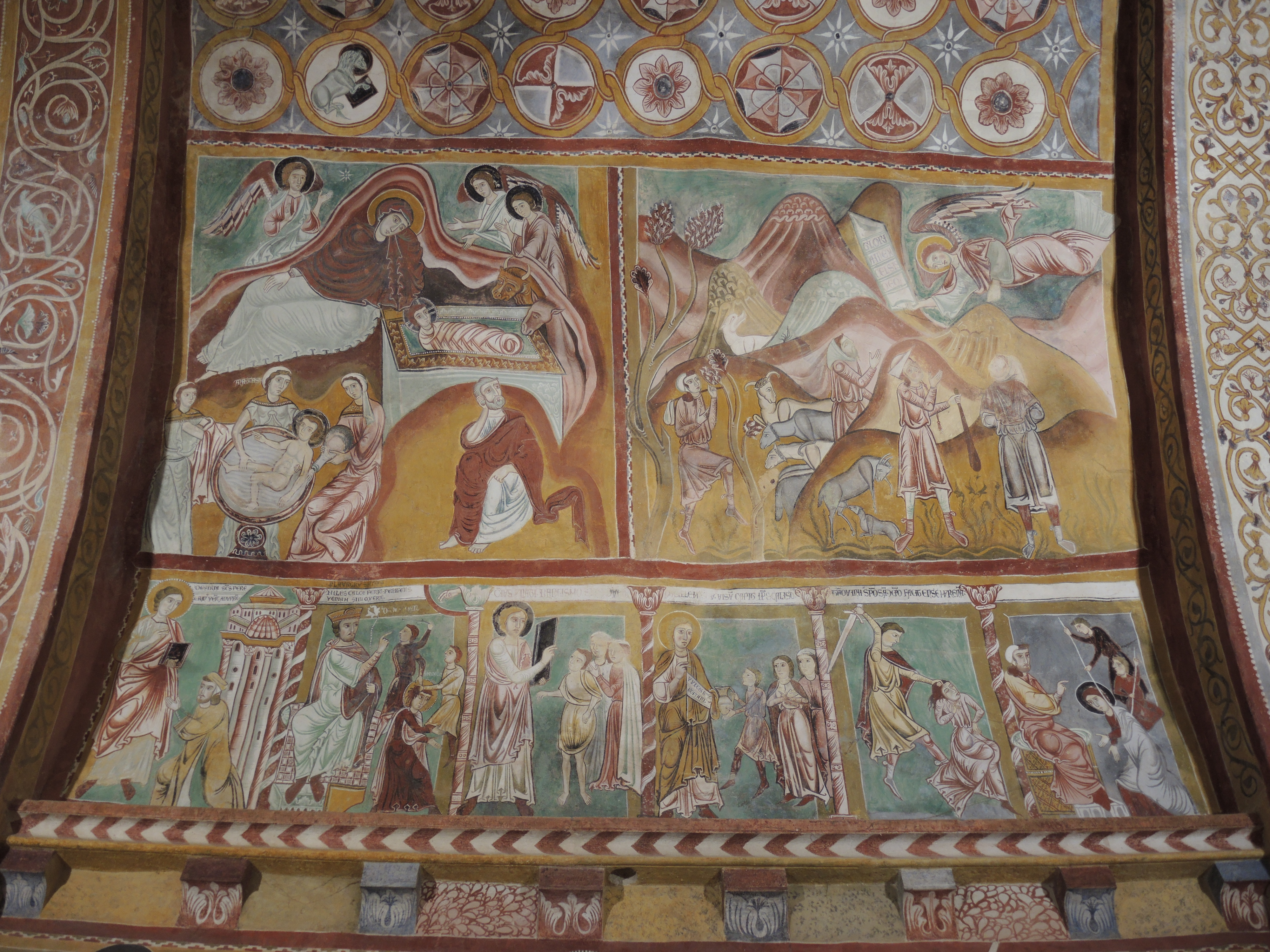
Gli affreschi di San Pellegrino

Gli affreschi più interessanti sono quelli che illustrano sulle due pareti contrapposte del presbiterio un calendario monastico: accanto ad un'immagine allegorica del mese vista attraverso l'attività agricola principale, c'è una pagina con i giorni e le memorie liturgiche, con particolare riferimento ai santi dell'ordine benedettino. A separare la zona destinata ai pellegrini da quella dei monaci - ci sono due transenne marmoree scolpite con l'immagine di un drago ed un grifone e l'iscrizione che ricorda Teodino e la data 1263. Dell'antico monastero non rimangono che pochissime evidenze.
Chiesa parrocchiale della Madonnella
La chiesa si trova nel centro di Bominaco paese, risalente al XV secolo forse, come dimostra la facciata tardo romanica a pianta quadrata, allo stile aquilano, con il portale ad arco a tutto sesto, anticamente decorato da un affresco presso la lunetta; e dotato all'interno presso il presbiterio di una falsa cupola a calotta ellittica. Il campanile realizzato nel primo Novecento, è una torretta in mattoni dotata di orologio.
Eremo di San Michele
Situato a poca distanza dal paese, l'eremo è costituito da una grotta, all'interno della quale è presente un altare e resti delle strutture necessarie per vivere in isolamento in questo luogo, si pensa che vi peregrinò nel IX secolo Sant'Onofrio l'eremita.

### Architetture militari
Castello di Bominaco

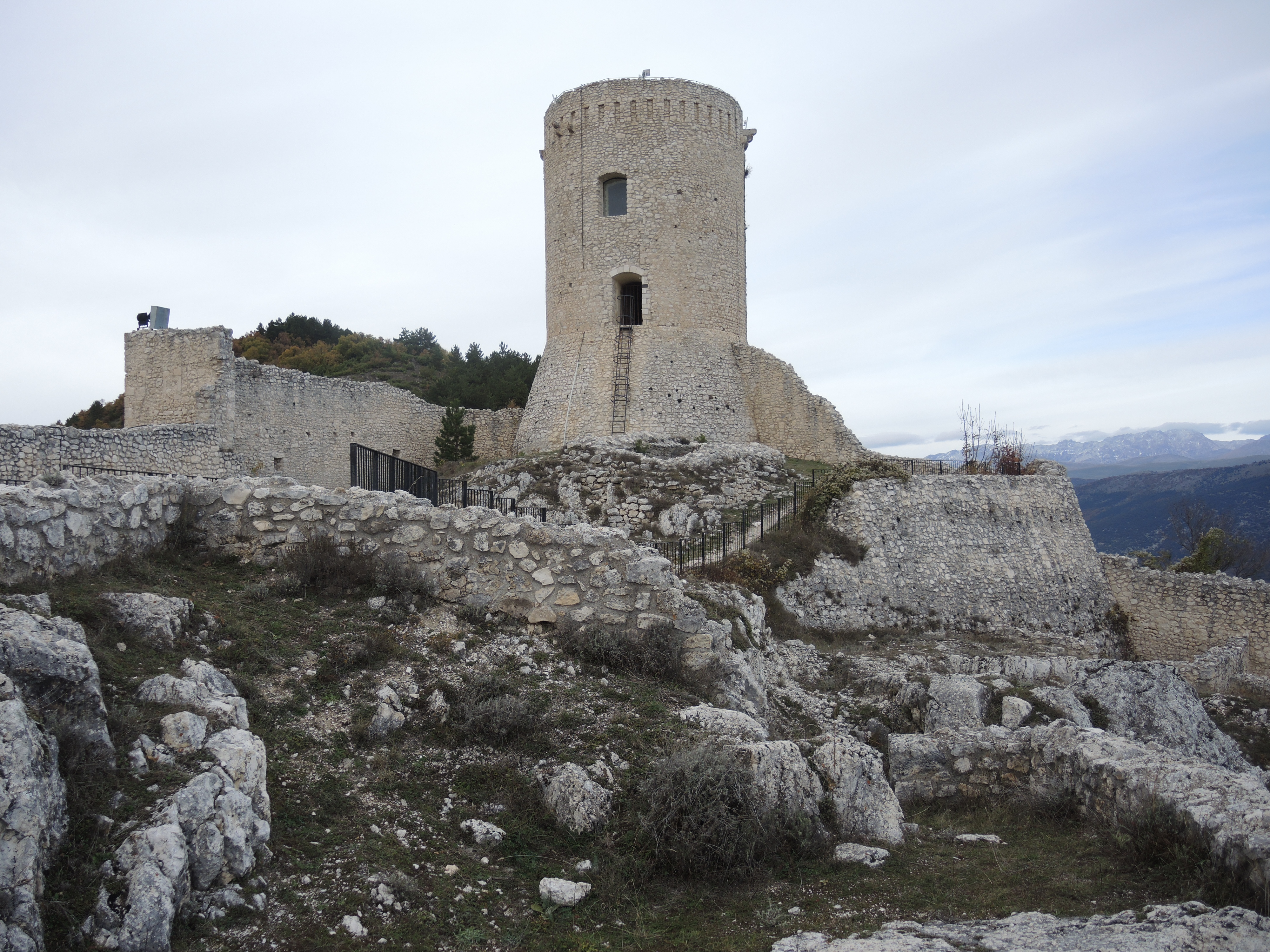
Vista del castello di Bominaco

Il castello è del XIII secolo, la torre di avvistamento del XV secolo.Fu ricavata da una torre preesistente normanna, che fungeva da maschio di controllo al recinto fortificato, di cui si conservano tracce di mura, che dividevano i vani e le stanze dei soldati e della servitù, e l'arsenale. Il castello recinto, alla stessa maniera dei vicini castelli di San Benedetto in Perillis, Collepietro, Barisciano e Rocca Calascio, serviva da riparo alla popolazione durante gli assedi. Dopo l'attacco di Braccio da Montone del 1423 divenne inservibile, ma la torre continuò ad essere usata.

## Infrastrutture e trasporti
L'abitato di Bominaco è lambito dalla rete stradale provinciale, in particolare dalla strada provinciale 40, che lo collega a nord-est con il capoluogo comunale di Caporciano e la strada statale 17 dell'Appennino Abruzzese ed Appulo-Sannitico e a sud-ovest con la strada regionale 261 Subequana.